# South Sydney Rabbitohs
South Sydney Rabbitohs är ett professionellt australiskt rugby league-fotbollslag som är baserat i Redfern i New South Wales. Laget grundades 1908 och spelar i australiska rugby league-serien National Rugby League.
Rabbitohs (då benämnt South Sydney) var ett av lagen som deltog i den första upplagan av New South Wales Rugby League premiership 1908 (föregångaren till dagens National Rugby League) och vann den första upplagan av mästerskapet. Säsongen 2014 vann laget sin 21:a titel efter att ha besegrat Canterbury Bankstown Bulldogs i NRL-finalen. I och med de 21 segrarna är Rabbitohs Australiens mest framgångsrika Rugby league-lag.